# Moviemento
Das Moviemento ist ein Kino am Kottbusser Damm in Berlin-Kreuzberg. Es wurde 1907 eröffnet und ist eines der ältesten noch betriebenen Kinos Berlins und Deutschlands.

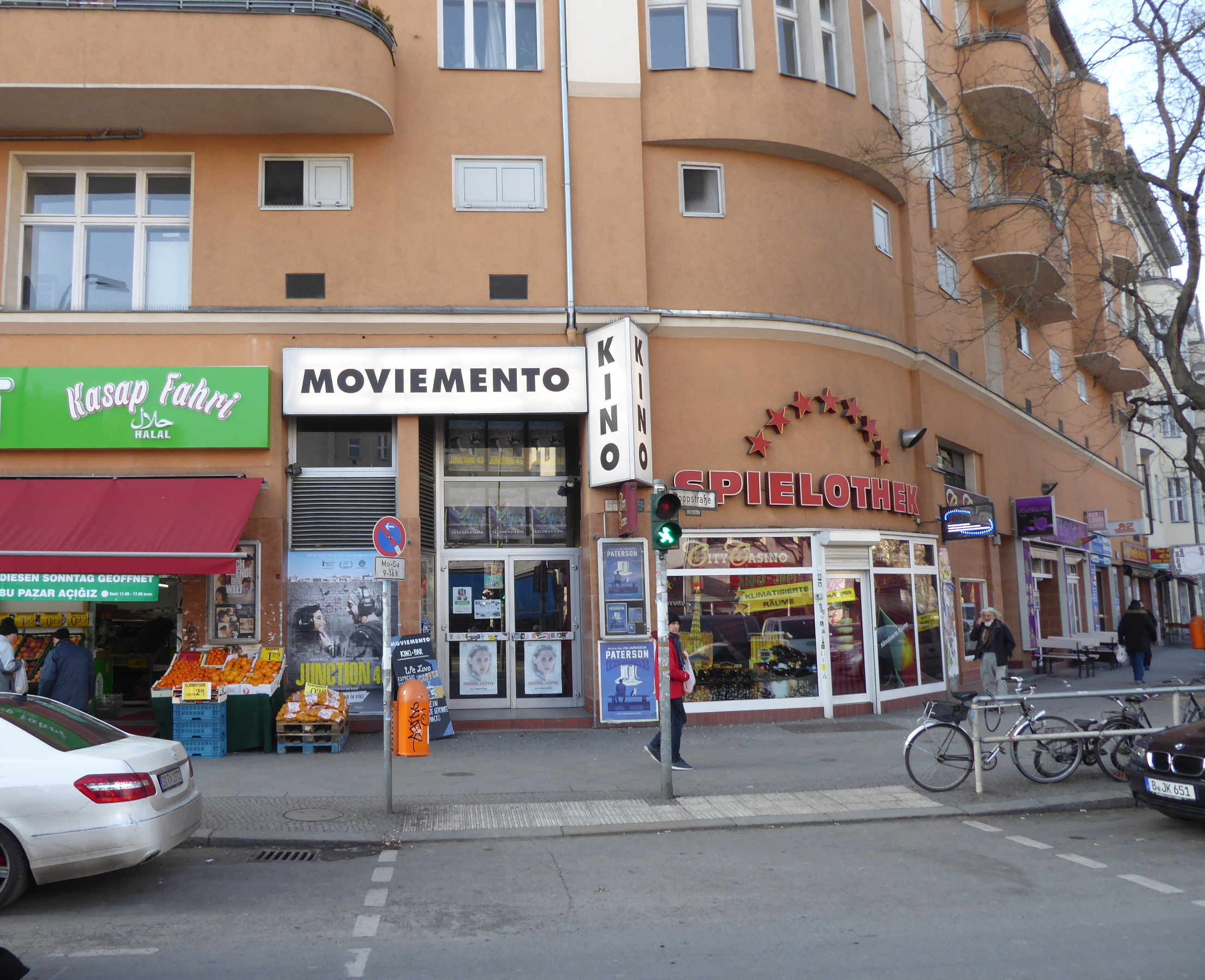
Moviemento

## Geschichte
Gegründet wurde das Kino 1907 von dem Gastronomen Alfred Topp als Kinematographen-Theater. Im ersten Stock seines 1905 gebauten Wohn- und Geschäftshauses am Kottbusser Damm 22 richtete er das Lichtspieltheater am Zickenplatz – auch als „Topps Kino“ bekannt – ein. Der Legende nach wurde aus dem Namen der Begriff „Kintopp“, der bis heute als Synonym für die Anfangszeit des Kinos steht.
Eine Kuriosität war die Spiegelprojektion. Durch den vorgegebenen Grundriss des Eckhauses war die Fläche in zwei Kinosäle aufgeteilt, die im 45°-Winkel aufeinander stießen und durch eine transparente Leinwand verbunden waren. Im hinteren Saal sah man – für ermäßigtes Eintrittsgeld – den Film dadurch spiegelverkehrt, was sodann mit Hilfe einer Spiegelfläche wieder korrigiert wurde.
Im Lauf der Jahre wurde der Name mehrfach geändert: Nach Vitascope Theater, Odeon und in Hohenstaufen-Lichtspiele (1930–1959) folgte kurz Das lebende Bild, später dann Taki und Tali. Wieland Speck war im Off-Kino Tali in den 1970er Jahren für das Programm verantwortlich.
Anfang der 1980er Jahre wurde das damalige Tali-Kino, das in den 1970er Jahren vorwiegend für seine legendären Rocky-Horror-Picture-Show-Aufführungen bekannt war und das in diesem Zusammenhang stark gelitten hatte, vom Betreiber der Kinomacherei Colonna (heute Xenon Kino) André Rudolf übernommen und zum Programmkino mit drei Kinosälen (62, 67 und 103 Plätze) umgebaut. Bis 1984 trug es den Namen „Das lebende Bild“. 1984 übernahm die damalige Lebensgefährtin Ingrid Schwibbe von André Rudolf das Kino, wobei Rudolf noch bis Ende der 1980er Jahre für die Programmgestaltung verantwortlich war. Seit 1984 trägt es den Namen „Moviemento“. In den 1980er Jahren war Tom Tykwer als Filmvorführer im Moviemento beschäftigt und war nach dem Weggang von Rudolf für das Programm im Moviemento verantwortlich.
2007 übernahmen Iris Praefke und Wulf Sörgel das Kino, das sie wieder zum Erstaufführungskino machen wollen. Nach einer Renovierung wurde es im März wiedereröffnet. Zum 100-jährigen Bestehen am 29. März wurde der Filmklassiker Berlin: Die Sinfonie der Großstadt (1927) von Walter Ruttmann mit musikalischer Live-Begleitung gezeigt.
Seit 2009 findet im Moviemento jährlich im Mittherbst das Pornfilmfestival Berlin statt.